# L'estate (Gianluca Grignani)
L'estate è un brano musicale di Gianluca Grignani, pubblicato nel 2002 come quarto singolo estratto dall'album Uguali e diversi.